# УКРОП
Украинско обединение патриоти – УКРОП (на украински: Українське об'єднання патріотів) е националистическа политическа партия в Украйна.
Основана е през 15 юни 2015 година от част от депутатите Върховна рада на „УКРОП“, водени от Геннадий Корбан.
Укроп (рус.) означава копър, което е и символа на логото, иначе е политически натоварено наименование за поддръжниците на майдана, новия ред и прозападната ориентация както и антируската реторика.
На 31 октомври 2015 г. полицията арестува и изпраща в затвора Геннадий Корбан.